# 近藤茂左衛門
近藤 茂左衛門（こんどう もざえもん、寛政11年11月8日（1799年12月4日） - 明治12年（1879年）6月6日）は、幕末の志士。諱は弘方。楽平斎、道林と号した。
信濃国松本城下で名主を務める近藤弘美の家に生まれる。生家は旧藩主水野氏の松本入封に従い、寛永19年（1642年）以来、同地で飛脚問屋、麻問屋、醸造や薬舗を生業としており、江戸では祖父の代から水戸藩邸の用達も務めていた。幼い頃から学問に励み、弟の貞一郎とともに出雲の神官中村守臣や、その師匠にあたる香川景樹に国学や和歌を学んだ。母は伊那郡の旗本（伊那衆）座光寺氏の家老堀尾直賢の三女で、貞一郎は母の出身地である伊那郡山本村の旗本（旧近藤藩主の末裔）近藤石見守の家臣久保田信右衛門に養子入りし、山本姓を名乗った。
後に幕府の専横を憂って勤王に傾き、安政5年（1858年）貞一郎とともに江戸に出て、向島に私塾を開き、兵法学や筆道を教授する。その後水戸藩主徳川斉昭の内意を受けて上洛し、青蓮院宮尊融法親王や三条実万、正親町三条実愛、近衛忠煕などの公家のほか、宇喜多一蕙・松庵親子らと交流し、井伊直弼による徳川御三家の謹慎解除の周旋を堂上方に依頼する。特に正親町三条家は松本藩主戸田松平家と由緒を同じくする親戚にあたり、度々松本藩士が派遣されていた。
しかし志士たちと盛んに交わり、戊午の密勅を仲介していたことから、幕府に追われる事となり、京都を逃れるも貞一郎は間もなく病没し、自身も同年9月5日中山道大津宿で捕えられた。これが安政の大獄の始まりと言われる。ほどなく京都の六角獄で吟味を受け、江戸の北町奉行所に送致された。翌安政6年（1859年）中追放刑（江戸10里四方および山城国所払い）となり、越後国頚城郡山寺村に移り、家財没収。また家族も連座して幽閉となった。文久2年（1862年）、政局が公武合体路線に転換すると赦免されて帰郷し、維新後の明治2年（1869年）家屋・田畑を賜った。享年80。
大正13年（1924年）贈正五位。